# Dekamethylferrocen
Dekamethylferrocen je organická sloučenina se vzorcem Fe(C5(CH3)5)2, zkráceně C20H30Fe. Jedná se o sendvičovou sloučeninu s železnatým kationtem (Fe2+) navázaným na dva pentamethylcyklopentadienylové anionty (Cp*−, (CH3)5C -
5 ). Lze jej také považovat za derivát ferrocenu, který má všechny atomy vodíku nahrazeny methylovými skupinami. Jeho vzorec se často zapisuje zkráceně jako DmFc, Me10Fc nebo FeCp*2.
Tato žlutá pevná látka se používá v laboratořích jako slabé redukční činidlo. Železnaté jádro se snadno oxiduje na trojmocné železo za vzniku jednovazného dekamethylferroceniového kationtu, může však dosáhnout i vyšších oxidačních čísel.

## Příprava
Dekamethylferrocen se, obdobně jako ferrocen z cyklopentadienu, připravuje z pentamethylcyklopentadienu; takto lze získat i jiné dekamethylcyklopentadienylové sendvičové sloučeniny.
2 Li(C5Me5) + FeCl2 → Fe(C5Me5)2 + 2 LiCl
Produkt může být přečištěn sublimací. Struktutra FeCp*2 je tvořena dvojicí překrývajících se Cp* kruhů. Průměrná vzdálenost Fe-C činí přibližně 205 pm. Tato struktura byla potvrzena na základě rentgenovou krystalografií.

## Redoxní reakce
Podobně jako ferrocen vytváří i dekamethylferrocen stabilní kation, vznikající oxidací Fe2+ na Fe3+. V důsledku dodávání elektronů z methylových skupin na Cp* je silnějším redukčním činidlem než ferrocen. V acetonitrilových roztocích je redukční potenciál páru [FeCp*2]+/0 −0,59 V, zatímco u [FeCp2] má vzhledem k Fc/Fc+ v CH2Cl2 hodnotu −0,48 V.
Dekamethylferrocen v kyselém prostředí redukuje kyslík na peroxid vodíku.
Silnými oxidačními činidly, jako jsou fluorid antimoničný, fluorid arseničný a XeF+Sb2F -
11  v HF/SbF5, se dekamethylferrocen oxiduje na stabilní dikation obsahující železičité jádro. V soli Sb2F -
11  jsou Cp* kruhy rovnoběžné. U soli SbF -
6  jsou navzájem vychýlené o 17°.